# روتی بولتون
روتی بولتون (انگلیسی: Ruthie Bolton؛ زادهٔ ۲۵ مهٔ ۱۹۶۷) بازیکن بسکتبال اهل ایالات متحده آمریکا بود.
وی در مسابقات کشوری و بین‌المللی در مجموع برندهٔ ۴ مدال طلا، ۱ مدال برنز شده‌است.